# Peter Vischer, o Velho
Peter Vischer, o Velho (Nuremberga, 1455 – Nuremberga, 7 de janeiro de 1529) foi um escultor alemão, filho de Hermann Vischer, e o membro mais destacado da conhecida Família Vischer de Nuremberga.